# Peshkopi
Peshkopi là một đô thị trong quận Dibër thuộc hạt Dibër, Albania. Dân số năm 2005 là 14136 người.